# 海辉软件国际集团
海辉软件（国际）集团公司，或称海辉（英文名称：hiSoft Technology International Limited），是一家中国的信息技术外包公司，成立于1996年，提供软件开发、软件国际化、软件质量保证、软件测试、以及为独立软件供应商和其他企业提供各种信息技术外包（ITO）和业务流程外包（BPO）服务。
海辉软件在2006年初次进入IAOP（国际软件外包专业协会）「全球外包100强」，之后连续4年都有进榜。并在2008年排名20位，是中国公司在其排名上的最好成绩。

## 公司简介
此公司员工超过4500名，包括300多名在岸技术和行业专家及3500多名离岸工程师，近年来，该公司迅速发展，在中国就已在7个城市建立了分公司和开发中心。
据IDC在2008年和2009年的排名得知，基于机构增长和收购两项指标，海辉已经成长为中国第二大IT外包服务提供商。除了收购Envisage Solutions，Ensemble International和Teksen Systems之外，通过海外并购、建立合作伙伴关系和合资等方式，建立了美国、英国、新加坡和日本分公司。